# Wijnand Sengers
Wijnand Sengers (1927 – 2002) was een Nederlands psychiater en hoogleraar sociale psychiatrie. Hij is vooral bekend vanwege zijn baanbrekende werk op het gebied van homoseksualiteit, waarin hij zich verzette tegen de opvatting dat homoseksualiteit een ziekte was. Zijn werk droeg bij aan de acceptatie van homoseksualiteit in Nederland en de afschaffing van discriminerende wetgeving.

## Biografie
Sengers was werkzaam aan de afdeling Sociale en Preventieve Psychiatrie aan de Erasmus Universiteit Rotterdam. Hij promoveerde in de sociale psychiatrie.
In de jaren zestig begon Sengers onderzoek te doen naar homoseksualiteit. Hij kon voortbouwen op het werk van eerdere onderzoekers zoals F.J. Tolsma en Kees Trimbos. Zijn vernieuwing was dat hij alleen personen wilde behandelen met psychische problemen rond homoseksualiteit, en dat hij homoseksuelen wilde leren hun geaardheid te aanvaarden. In zijn proefschrift Homoseksualiteit als klacht (1969) betoogde hij dat homoseksuelen alleen psychiatrische behandeling nodig hadden als er sprake was van klachten, en niet vanwege hun homoseksualiteit zelf. Hij stelde dat het zich aangetrokken voelen tot hetzelfde geslacht in wezen berust op een onvoldoende ontwikkeld zelfgevoel.
Om de seksuele gerichtheid van zijn cliënten te bepalen gebruikte Sengers zijn befaamde trias: aantrekking, dromen en fantasieën. Hij omschreef seksuele gerichtheid als "de min of meer constante en duidelijke wijze waarop de geslachtsrijpe mens zich overwegend of uitsluitend tot (bepaalde) personen [..] seksueel aangetrokken voelt".
Sengers' werk was onderdeel van een bredere verschuiving in de psychiatrie, waarbij homoseksualiteit steeds minder als een ziekte werd gezien. Dit kwam mede door invloedrijke hoogleraren zoals Sengers en Kees Trimbos, die zich uitspraken voor acceptatie. Uiteindelijk werd homoseksualiteit in 1973 uit de DSM geschrapt als psychiatrische aandoening.
Sengers was betrokken bij het COC en het tijdschrift Dialoog. Hij bezocht homobars en maakte zijn cliënten attent op het bestaan van zulke gelegenheden en op relevante informatie. Zijn betrokkenheid werd hem door collega's niet altijd in dank afgenomen.
Sengers publiceerde ook over pedofilie, waarmee hij doorging tot kort voor zijn dood. Hij was van mening dat pedofielen in hetzelfde schuitje zaten als homoseksuelen dertig jaar eerder, en dat ook op hen de aanvaardingstheorie van toepassing was. Hij keurde de theorie af dat pedofilie een stoornis was.
Sengers schonk een flink aantal schilderijen, tekeningen en grafische bladen van Raoul De Keyser aan De Pont in Tilburg.

## Werk
- Gewoon hetzelfde? (1968)
- Homoseksualiteit als klacht (1969)